# Ptilothrix vulpihirta
Ptilothrix vulpihirta is een vliesvleugelig insect uit de familie bijen en hommels (Apidae). De wetenschappelijke naam van de soort werd voor het eerst geldig gepubliceerd in 1912 door Theodore Dru Alison Cockerell.